# Mantle of blue
Mantle of blue is een compositie van Frank Bridge.
Bridge componeerde dit lied voor zangstem en orkest vlak voordat hij ook Blow out, you bugles voltooide. Mantle of blue naar een gedicht A cradle song uit circa 1907 van Padraic Colum voltooide hij in mei 1918. Net als bij Blow out heeft dit gedicht twee gezichten. Aan de ene kant lijkt het een slaapliedje, aan de andere kant lijkt het of het de laatste nacht van het kind is (2e strofe).
Er zijn twee versies van dit werk: een voor zangstem en piano en een voor zangstem en orkest. Een andere Britse componist gebruikte het gedicht ook, Arnold Bax gebruikte de originele titel ‘’Cradle song’’.
Tekst:
O men from the fields,
Come gently within.
Tread softly, softly
O men coming in!
Mavourneen is going
From me and from you,
Where Mary will fold him
With mantle of blue!
From reek of the smoke
And cold of the floor
And the peering of things
Across the half-door.
O men of the fields,
Soft, softly come thro'
Mary puts round him
Her mantle of blue.
Tempi: Andante ben moderato – tranquillo – a tempo.

## Discografie
- Uitgave Chandos: BBC National Orchestra of Wales o.l.v. Richard Hickox, Sarah Connolly (sopraan), opname 2004 (orkestversie)